# إيريك لارسون
إيريك لارسون (بالسويدية: Eric Larsson) (15 يوليو 1991 بيفله في السويد - ) هو لاعب كرة قدم سويدي في مركز الدفاع. شارك مع منتخب السويد تحت 17 سنة لكرة القدم. أما مع النوادي، فقد لعب مع غيفلي ونادي مالمو ونادي سوندسفال ‏.

## روابط خارجية
- إيريك لارسون على موقع اتحاد السويد (السويدية)
- إيريك لارسون على موقع قاعدة بيانات كرة القدم.إي يو (الإنجليزية)
- إيريك لارسون على موقع Soccerway.com (الإنجليزية)